# 朱星杰
朱星杰（1994年4月17日—），中國大陸唱作人、魔術师。
朱星杰在2015年獲得了《中國好声音》第四季重慶站冠軍。同年11月7日组成Mr. BIO出道，簽約果然天空。《中国有嘻哈》全国46强，《偶像练习生》决赛选手，最终排名14。2018华人歌曲音乐盛典“年度歌坛新势力”，Q China 2018年度音乐盛典“年度新锐歌手”。粉絲名為甜酒。

## 经历
朱星杰从小就想成为艺人，小时候耍帅被人嘲笑，其实是为登上舞台做准备。2011年第一次参与节目海选，在《中国达人秀》第二季重庆站海选中表演了魔术街舞。7月作为重庆八强参与《舞动嘉年华》录制，入围20强。2012年入读北京现代音乐研修学院。
2014年9月，朱星杰随中华情艺术团赴法国巴黎、尼斯，在中法建交50周年文艺晚会上表演了魔术。朱星杰在2015年《中国好声音》第四季重庆站海选中获得了冠军，但他放弃了参与全国赛的机会，转战《流行之王》。其间，朱星杰获得了第二个出道名额，于2015年11月7日决赛上组成Mr.BIO男团出道，并担任队长。2016年毕业于北京现代音乐研修学院流行演唱学院华语演唱系。2017年入围《中国有嘻哈》全国46强，身为偶像被节目组剪辑成了地下rapper的对立面。9月4日，与小鬼（王琳凯）合作单曲《Bingo! Ca$h》发布。10月参与《超凡魔术师》录制，在表演中结合了嘻哈和音乐。
2017年12月，朱星杰代表果然天空角逐《偶像练习生》出道席位，入围20强，并在《Dance To The Music》和《Dream》两次公演中担任c位。
2018年4月4日，发布个人单曲《失眠夜》。5月16日发布单曲《观》，首次担任制作人。2018年5月20日，亮相京东氧气音乐节。6月7日，为网剧《亲爱的活祖宗》演唱的片尾曲《如果你能懂》发布。6月20日，单曲《I'm cool》作为微博百万粉丝福利发布。7月27日，改编作品《2018独家记忆》上线，亦是网剧《朕的刺客女友》片尾曲。
2018年8月29日，出席2018华人歌曲音乐盛典，荣获2018全球华人歌曲排行榜“年度歌坛新势力”奖项，并入围“全媒体推荐年度新人”五强。9月20日，首张EP《仲夏夜》上线，同名主打歌延续了始于《失眠夜》的“夜之三部曲”，还收录了大型魔术秀《梦幻海上》主题曲《Ocean of Dreams》和已发布的单曲《失眠夜》《I'm cool》《2018独家记忆》。10月9日，加盟上海生活魔术节多媒体大型魔术秀《梦幻海上》，出演Joker船长演绎原创主题曲《Ocean of Dreams》。11月4日，作为推广大使亮相《惊天魔盗团·魔幻现场》北京首站，献上开场表演。11月24日，于《惊天魔盗团·魔幻现场》深圳站登台，表演了变车和扑克牌魔术。12月7日，单曲《get sweat》发布。朱星杰作词、独立演唱多人part与多声部，集结了国际知名音乐人Cage、Daniel Kim和Jeremy G作曲、编曲和制作。12月25日，发布“夜之三部曲”收官之作《圣诞夜》。
2019年1月6日，出席Q China 2018年度音乐盛典 ，荣获“年度新锐歌手”奖项。

## 选秀
| 播出时间             | 节目                             | 表演                 | 备注        |
| -------------------- | -------------------------------- | -------------------- | ----------- |
| 2011-07-15           | 《舞动嘉年华》重庆八强VS贵阳八强 | 街舞《power guys》   | 晋级20强    |
| 2011-07-22           | 《舞动嘉年华》20进15             | 魔术街舞《忍者》     |             |
| 2013-02-18           | 《奇舞飞扬》                     | 魔术街舞             |             |
| 2015-08-22~11-07     | 《流行之王》第一季               | 艺人素养             | Mr. BIO出道 |
| 2017-06-24           | 《中国有嘻哈》第一期             | 原创《最坏一年》     | 晋级70强    |
| 2017-07-01           | 《中国有嘻哈》第二期             | 原创《Title》        | 晋级46强    |
| 2017-07-08           | 《中国有嘻哈》第三期             | 即兴“我的秘密”       |             |
| 2017-10-20           | 《超凡魔术师》                   | 嘻哈魔术《我的节奏》 |             |
| 2017-11-10           | 《超凡魔术师》召回赛             | 《保险箱的秘密》     |             |
| 2018-1-19~2018-04-06 | 《偶像练习生》                   | 全能                 | 入围决赛    |

| 时间       | 节目                           | 表演                               | 备注               |
| ---------- | ------------------------------ | ---------------------------------- | ------------------ |
| 2011       | 《中国达人秀》第二季           | 魔术街舞                           |                    |
| 2012       | 《中国梦想秀》第三季           | 机械舞、hiphop                     |                    |
| 2015-04-25 | 《中国好声音》第四季重庆站海选 | 演唱《心的距离》、说唱《R.O.D.》   | 直接通关、单场冠军 |
| 2015-05-09 | 《中国好声音》第四季重庆站决赛 | 演唱《黑色幽默》、说唱《good boy》 | 冠军               |

## 電視劇
- 2019《晨阳》 飾 林铨

## 综艺
| 播出年份 | 播出日期                | 播出平台 | 节目名称                 | 集数   | 备注                         |
| -------- | ----------------------- | -------- | ------------------------ | ------ | ---------------------------- |
| 2019年   | 4月11日-6月26日         | 爱奇艺   | 《喜欢你我也是》         | 共12集 | 恋爱推理真人秀               |
| 2020年   | 3月26日-6月10日         | 爱奇艺   | 《青春加點戲》           | 共12期 | 主持人 《青春有你2》衍生團綜 |
| 2024年   | 2024年8月3日—2024年11月 | 芒果TV   | 《披荆斩棘的哥哥第四季》 | 共12期 |                              |

### 其他综艺
| 播出日期                       | 节目                        | 表演/备注                                       |
| ------------------------------ | --------------------------- | ----------------------------------------------- |
| 2017年7月19日                  | 《无与伦比的发布会》        | 即兴“朋友圈仅三天可见”                          |
| 2017年10月25日                 | 《无与伦比的发布会》        | 原创歌曲《Bingo! Ca$h》、魔术                   |
| 2018年2月3日                   | 《快乐大本营》              |                                                 |
| 2018年3月                      | 《嘻哈接力》                | 原创说唱《Bingo! Ca$h》《“自己，要做自己的神”》 |
| 2018年9月28日                  | 《中國音樂公告牌》第4期     | 原创歌曲《仲夏夜》                              |
| 2018年11月17、24日             | 《奇妙的食光》第9集、第10集 |                                                 |
| 2021年2月12日                  | 《天赐的声音》(第二季)      | 飞行音乐合伙人                                  |
| 2021年9月26日                  | 《闪电咖啡馆》第12期        | 访谈、打歌、魔术                                |
| 2021年12月25日－ 2022年3月12日 | 《闪光的乐队》              | 首发音乐人                                      |